# معهد الحرم المكي الشريف
مؤسسة تعليمية في رحاب المسجد الحرام، تابعة لرئاسة شؤون الحرمين، تُعنى بتدريس العلوم الشرعية وما يخدمها من علوم الآلة، وتسير في أنظمتها وفق النظام التعليمي في المملكة العربية السعودية، وتمنح المتخرجين منها شهادات للمرحلة المتوسطة والمرحلة الثانوية، معتمدة من وزارة التعليم بالمملكة العربية السعودية.

## الأهداف
- عمارة المسجد الحرام بدروس علمية منتظمة متفاوتة المستويات، يستفيد منها طلاب العلم المنتظمين ورُوَّاد المسجد -المعتمرين، والزائرين على السواء.
- تعزيز مكانة المملكة العربية السعودية لدى الشعوب الإسلامية.
- تنشئة الأجيال على منهج الوسطية والاعتدال، وتوثيق صلتهم بأهل العلم الثقات.
- تكوين طلبة علم وعلماء بشتى اللغات، يسهمون في تعليم المسلمين ما يحتاجون إليه في أمر دينهم ودنياهم.
- تقوية أواصر الأُخُّوَّة الإيمانية بين أبناء المسلمين من مختلف البلدان الإسلامية.
- رفع المستوى التعليمي والثقافي لموظفي الرئاسة، للمساهمة في الارتقاء بتعاملهم مع ضيوف بيت الله الحرام.

## النشأة والتأسيس والاعتماد
- أُنشيء معهد الحرم المكي الشريف بتوجيه من الملك فيصل بن عبد العزيز آل سعود عقب مقترح الشيخ عبد الله بن حميد رئيس الإشراف الديني على المسجد الحرام آنذاك، بافتتاح معهد ديني بالحرم برقم: (2796)، وذلك عام 1385هـ.[1]
- صدر تعميم وكيل وزارة المعارف للشؤون التعليمية والإدارية رقم 34/7/20 إلى أقسام الوزارة، والمناطق التعليمية والمكاتب الثقافية في الخارج بشأن معادلة شهادة معهد الحرم للمرحلتين المتوسطة والثانوية، وأن شهادة الثانوية تؤهل حاملها للالتحاق بالجامعات السعودية.
- صدرت الموافقة من وزير التعليم العالي بالمملكة العربية السعودية برقم 26/21 وتاريخ 20/3/1431هـ على معادلة شهادة القسم العالي بمعهد الحرم المكي الشريف، بشهادة البكالوريوس التي تمنحها الجامعات السعودية.
- حصل المعهد على رقم وزاري في نظام المركز الوطني للقياس لمعهد الحرم المكي الشريف ومعهد المسجد النبوي، للطلاب والطالبات.
- تم إدراج شهادة القسم العالي بمعهد الحرم في موقع الموارد البشرية والتنمية الاجتماعية على درجة بكالوريوس تخصص الشريعة الإسلامية من معهد الحرم المكي على وظائف عدة.

### المراحل التعليمية
- المرحلة المتوسطة للطلاب والطالبات (انتظام – انتساب- مسائي).
- المرحلة الثانوية للطلاب والطالبات (انتظام – انتساب - مسائي).
- القسم العالي (كلية الحرم المكي الشريف).

### نظام المعهد التعليمي
- حضوري في أروقة المسجد الحرام.
- المنصة التعليمية للمعهد (كلاسيرا – مايكروسوفت تيمز).

## أبرز من شارك في التدريس بالمعهد
شارك في التدريس بمعهد الحرم:
1. عبد العزيز بن عبد الله السُّبَيِّل.[2]
2. صالح بن محمد المقْوَشي، مدير معهد الحرم المكي سابقًا.[3]
3. صالح بن عبد الله العبود، مدير الجامعة الإسلامية سابقًا.
4. عبد الرحمن بن عبد العزيز السديس، الرئيس العام لشؤون المسجد الحرام والمسجد النبوي.[4]
5. محمد بن ناصر الْخُـزَيِّم، نائب الرئيس العام لشؤون المسجد الحرام سابقًا.[5]
6. ياسر بن راشد الدوسري، إمام وخطيب المسجد الحرام، وعضو هيئة التدريس بجامعة أم القرى.
7. بندر بن عبد العزيز بليلة، إمام وخطيب المسجد الحرام، وعضو هيئة كبار العلماء.[6]
8. عبد العزيز بن عبد الله الحُمَيْدي، المدرس بالمسجد الحرام، وعميد كلية الدعوة وأصول الدين بجامعة أم القرى سابقًا، وعميد معهد إعداد الأئمة والدعاة التابع لرابطة العالم الإسلامي.
9. سليمان بن علي الفيفي، عضو مجلس الشورى.[7]

## الشركاء
إمارة منطقة مكة المكرمة، جامعة أم القرى، جامعة الملك عبد العزيز، جامعة الإمام محمد بن سعود، الهيئة العامة للأوقاف، ملتقى مكة الثقافي، كلاسيرا، مايكروسوفت، شركة آزر، مجموعة بناء الرواد ولجنة الدعوة في إفريقيا.